# 하워드 배리시
하워드 배리시(영어: Howard Barish)는 미국의 영화 프로듀서로, 에이바 듀버네이 감독과 함께 《미들 오브 노웨어》(2012)를 만들었다.